# Nelson Mandela-universiteit
De Nelson Mandela-universiteit (Nelson Mandela University, formeel Nelson Mandela Metropolitan University) is een Zuid-Afrikaanse universiteit met hoofdvestiging en drie andere vestigingen in Port Elizabeth in Oost-Kaap en de vestiging van de bosbouwschool Saasveld Forestry College bij George in West-Kaap.
De universiteit kwam in januari 2005 tot stand door een fusie van de Universiteit van Port Elizabeth, de Port Elizabeth Technikon en de campus van de Vista-universiteit in Port Elizabeth.

## Faculteiten
- Kunsten
- Bedrijfs- en economische wetenschappen
- Onderwijs
- Techniek, gebouwde omgeving en informatietechnologie
- Geneeskunde
- Rechtsgeleerdheid
- Natuurwetenschappen

## Campussen
De Zuidcampus is een enorm complex van bij elkaar 830 hectare dat werd geschonken door de stadsraad van Port Elizabeth City Council. In 1983 werd dit gebied uitgeroepen tot natuurreservaat.
De universiteit beschikt bij elkaar over de volgende campussen:
- Zuidcampus, Summerstrand, Port Elizabeth
- Noordcampus, Summerstrand, Port Elizabeth
- 2nd Avenue Campus, Summerstrand, Port Elizabeth
- Missionvale Campus, Uitenhage Road, Port Elizabeth
- Bird Street Campus, Central, Port Elizabeth
- Saasveld, George